# كاسال كورت سيرو
كاسال كورت سيرو هي كومونا في مقاطعة فيربينو-كيسيو-اوسو في منطقة بيدمونت الإيطالية ،تقع على بعد حوالي 110 كيلومتر (68 ميل) شمال شرق تورينو وحوالي 9 كيلومتر (6 ميل) غرب فيربانيا . كانت جزءًا من مجتمع جبل سترونا و باسو تيس حتى عام 2010 عندما اندمجت مع مجتمع جبل لاغي و كوسيو و موتارون و سترونا ، والتي لم تعد موجودة في عام 2012. تعد المدينة اليوم جزءًا من اتحاد جبال كوسيو و موتارون.
تقع كاسال كورت سيرو على حدود البلديات التالية: جيرماقنو وجرافيلونا تويس و لوريجيا واوميغنه واورنافاسو .